# Jagnięca Turniczka
Jagnięca Turniczka (słow. Jahňacia vežička) – samotna turnia o wysokości 1923 m w słowackiej części Tatr Wysokich. Od południowo-zachodnich stoków Skoruszowej Kopy w Jagnięcej Grani na północnym wschodzie oddziela ją Jagnięca Ławka. Dokładniej Jagnięca Turniczka i Jagnięca Ławka znajdują się w linii spadku Pośredniej Skoruszowej Kopy.
Południowo-zachodnie stoki Jagnięcej Grani, w których położona jest przełęcz, opadają do Doliny Kołowej i są trawiasto-skaliste. W północnej grani Jagnięcej Turniczki, zbiegającej na Jagnięcą Ławkę, znajduje się jeszcze jedno siodło – Wyżnia Jagnięca Ławka. W stronę Doliny Kołowej z turni spadają urwiska, w których wyróżnia się następujące formacje:
- wschodni filar,
- południowo-wschodni komin,
- południowy filar,
- południowo-zachodnia ściana,
- południowo-zachodni filar,
- północno-zachodnia ściana[3].

Podobnie jak cała Dolina Kołowa, Jagnięca Turniczka jest niedostępna dla turystów i taterników – wspinaczka obecnie jest tutaj zabroniona. Najdogodniejsza droga na turnię prowadzi od Jagnięcej Ławki z częściowym obejściem grani i jest nieco trudna (I w skali UIAA). Inne drogi w urwiskach turniczki są bardzo trudne (IV).
Pierwsze wejścia:
- letnie – Zofia Roszkówna, Bolesław Chwaściński i Stanisław Smoleński, 28 sierpnia 1930 r.,
- zimowe – Władysław Cywiński, 30 grudnia 1973 r.[3]